# Dugenta
Dugenta är en ort och kommun i provinsen Benevento i regionen Kampanien i Italien. Kommunen hade 2 929 invånare (2017).